# Нэнси Грейс Роман (телескоп)
Космический телескоп «Нэнси Грейс Ро́ман» (англ. Nancy Grace Roman Space Telescope, англ. Roman Space Telescope, RST; предыдущий вариант названия — Wide Field Infrared Survey Telescope) — широкодиапазонная инфракрасная обсерватория, шестая «великая» обсерватория НАСА, которая была рекомендована в 2010 году Десятилетним опросным комитетом Национального исследовательского совета США в качестве главного приоритета на следующее десятилетие в астрономии. 17 февраля 2016 года WFIRST был официально назначен миссией НАСА. В мае 2020 года был назван в честь Нэнси Роман, одной из первых женщин-руководителей НАСА.
Волновой диапазон обсерватории RST от 0,48 мкм (видимое излучение, голубой) до 2,3 мкм (ближний инфракрасный) и она сможет выполнять часть задач и «Хаббла»,  и запущенной 25 декабря 2021 года обсерватории «Джеймс Уэбб». RST должна получить первые прямые фотографии экзопланет, раскрыть сущность тёмной энергии и понять, как распределена материя по Вселенной.

## История программы

### Разработка телескопа
- 16 августа 2010 года Национальный исследовательский совет (NRC) академий наук США обнародовал обзор направлений исследовательской работы в области астрономии и астрофизики на следующее десятилетие. Приоритет среди крупных космических проектов, стоимость которых превышает миллиард долларов, отдан космической инфракрасной обсерватории WFIRST с зеркалом 1,3 метра и предполагаемым бюджетом 1,6 млрд долларов[7].
- В 2010 году была сформирована Рабочая группа (Science Definition Team, SDT) проекта WFIRST.
- 5 июня 2012 года стало известно, что Национальное управление военно-космической разведки США подарило НАСА две основы для телескопов, которые изначально намеревалось использовать для слежения за поверхностью Земли с орбиты, но затем планы разведки поменялись, и уже созданные инструменты признали устаревшими и невостребованными. По размеру главного зеркала они соответствовали телескопу «Хаббл» (2,4 метра), но обладали примерно в 100 раз бо́льшим полем зрения[8]. Одну из подаренных основ было решено использовать после соответствующего обновления в качестве базы для проекта WFIRST.
- 19 февраля 2016 года проект WFIRST был одобрен для полноценного изготовления и запуска с максимальным бюджетом в 3,2 миллиарда долларов[9].
- 19 октября 2017 года НАСА опубликовало отчёт независимой от основной рабочей группы специалистов, согласно которому стоимость телескопа составит от 3,9 млрд до 4,2 млрд долларов. Кроме того, в отчете независимые эксперты ставят под сомнение ключевые решения специалистов JPL: коронограф реализовать сложнее, чем планирует JPL. Это же касается и некоторых других элементов будущего телескопа[10].
- 28 августа 2019 года НАСА сообщило об успешном прохождении стадии защиты эскизного проекта (preliminary design review, PDR) будущего телескопа[11][12].
- 24 сентября 2019 года JPL объявила об успешной защите эскизного проекта коронографа, который защитит высокочувствительную оптику будущего телескопа; таким образом, подтверждена готовность к сборке лётного экземпляра этого инструмента[13][14][15].
- 3 сентября 2020 года было изготовлено главное 2,4-метровое зеркало телескопа. Оно имеет тот же размер, что и у телескопа «Хаббл», но весит меньше четверти — 186 кг[16]. Зеркало «Хаббла» весит 828 кг[17].
- 6 мая 2021 года НАСА объявило о завершении анализа проекта (стадия Critical Design Review) коронографа, таким образом утвердив его окончательный вид. Теперь специалисты перейдут к изготовлению и сборке полётного варианта инструмента[18][19].
- 29 сентября 2021 года НАСА объявило о завершении всех проектных и опытно-конструкторских работ по телескопу (стадия Critical Design Review). Ожидалось, что полётное оборудование и научные инструменты будут готовы в 2024 году, после чего начнётся сборка всего телескопа и его испытания[20][21].
- В 2025 году началась сборка телескопа[22].
- В апреле 2025 года появились сведения об отмене строительства телескопа[23].

### Подготовка и запуск
- Согласно первоначальным планам космического агентства, постройка WFIRST изначально должна была начаться в 2019 году, однако она была перенесена на несколько лет из-за неясного статуса проекта.
- В 2018 и 2019 годах власти США пытались полностью закрыть проект в связи с переориентацией на реализацию лунной программы «Артемида». Подобные предложения вызвали протесты научного сообщества и многих конгрессменов и сенаторов, в результате чего проект удалось сохранить.
- В начале 2020 года запуск телескопа планировалось осуществить в октябре 2026 года.
- В сентябре 2021 года запуск телескопа планировалось осуществить не позднее мая 2027 года ракетой-носителем Delta IV Heavy.
- 19 июля 2022 года НАСА сообщило, что для запуска телескопа в октябре 2026 года выбрана сверхтяжёлая ракета-носитель Falcon Heavy компании SpaceX. Стоимость контракта составит 255 млн долларов[1].

## Научные задачи
Научные задачи RST относятся к передовым вопросам в космологии и исследованиях экзопланет.
Широкоугольная камера WFI
- Поиск ответов на основные вопросы о тёмной энергии (совместно с программой ЕКА «Евклид»), в том числе: вызвано ли космологическое ускорение новым компонентом энергии или нарушением принципов общей относительности на космологических масштабах. Телескоп будет использовать три метода поиска темной энергии: поиск барионных акустических осциляций, наблюдение за удалёнными сверхновыми, использование слабого гравитационного линзирования.

Коронограф
Изначально планировалось разработать и установить полноценный прибор, но из-за финансовых ограничений (проект RST едва укладывается в бюджет, а администрация Президента Трампа неоднократно предлагала его отменить) было принято решение ограничиться демонстратором технологий, который, тем не менее, сможет получать ценную для науки информацию. С помощью коронографа будет возможно получать изображения и спектры гигантских экзопланет (супер-Юпитеров). Но главная цель коронографа телескопа RST — проверка технологий, которые будут использованы в следующей большой космической обсерватории Habitable Worlds Observatory. Ожидается, что в течение первых 18 месяцев работы коронограф должен продемонстрировать свою работоспособность, после чего учёные со всего мира смогут подать заявки на наблюдения.
- Продолжение поиска крупных экзопланет размером с Юпитер и массой в 10 % от земной[24] (небольшие каменистые планеты, вроде наших Земли и Марса, данный коронограф увидеть не сможет) методом гравитационного микролинзирования:

 — насколько часто планетные системы похожи на Солнечную систему;
 — какие типы планет существуют во внешних холодных регионах систем;
 — что определяет пригодность планет земной группы для жизни.
Обзор затронет 100 млн звёзд в течение сотен дней с ожидаемым результатом в 2,5 тыс. открытых экзопланет.
- Получение непосредственных изображений крупных экзопланет, вроде газовых гигантов, и изучение их спектров.
- Изучение кометных облаков, астероидов, газа и пыли, подобные главному поясу астероидов или облаку Оорта в Солнечной системе, окружающие далёкие светила. Предполагается, что их изучение прояснит историю рождения Земли и всей Солнечной системы в целом.

## Научные инструменты
Wide-Field Instrument (WFI, широкопольный инструмент) — широкоугольная 288-мегапиксельная многоспектральная камера инфракрасного диапазона разработки Lockheed Martin. Чёткость изображений будет близка к фотографиям телескопа «Хаббл», но на снимок WFIRST будет попадать около 0,28 квадратных градусов неба, что в 100 раз больше, чем у «Хаббла». В WFI используются решения, похожие на те, что компания уже применяла в камере ближнего инфракрасного диапазона (NIRCam), которая установлена на телескопе «Джеймс Уэбб». Однако фокальная решётка WFI примерно в 200 раз больше аналогичной у NIRCam. Это позволит получать панорамные изображения звёздного поля. WFI будет проводить исследования тёмной энергии и поиск экзопланет методом гравитационного микролинзирования. Ожидается, что аппаратура позволит просматривать более 200 миллионов звёзд каждые 15 минут на протяжении больше года.
Coronagraphic Instrument (CGI, коронограф) — высококонтрастный коронограф с небольшим полем зрения и спектрометрами, покрывающими диапазон волн от видимого света до близкого ИК, также используется новая технология подавления звёздного света. Представляет собой набор из нескольких светонепроницаемых ширм и двух миниатюрных гибких зеркал, чья поверхность может менять свою форму по команде с Земли. Бортовой компьютер будет подстраивать геометрию поверхности зеркал таким образом, что прибор сможет подавить свет звезды не менее, чем в сто миллионов раз. Это позволит увидеть большие планеты, которые вращаются вокруг неё на расстоянии более 0,15 угловой секунды.

## Оценка стоимости и финансирование проекта
- В 2010 году, ещё до того, как военные подарили НАСА 2,4-метровое зеркало, проект оценивался в 1,6 млрд долларов.
- 19 октября 2017 года НАСА опубликовало отчёт независимой от основной рабочей группы специалистов, согласно которому стоимость телескопа составит от 3,9 млрд до 4,2 млрд долларов[10].
- По состоянию на начало 2019 года Рабочая группа WFIRST оценивала стоимость создания телескопа в 3,2 млрд долларов. Столь заметное увеличение стоимости произошло по нескольким причинам: инфляция с момента первоначальных планов в 2010 году (+700 млн долларов), добавление коронографа (+500 млн долларов), затраты на сопровождение основной научной программы (+100 млн долларов), а также издержки, связанные с заменой первоначально предполагаемого зеркала диаметра 1,3 метра на подаренное военными 2,4-метровое (+300 млн долларов)[27].
- В 2020 году, до наступления пандемии COVID-19, затраты на полный жизненный цикл «Нэнси Грейс Роман» оценивались в 3,9 млрд долларов. В марте 2021 года, из-за влияния пандемии, стоимость обсерватории выросла ещё на 400 млн долларов[28].